# 公子朝 (卫国)
公子朝，春秋时期卫国的公子，身為衞國大夫。
前544年（鲁襄公二十九年、卫献公后三年），吴国季札到达卫国，与蘧瑗、史狗、史鰌、公子荆、公叔发、公子朝谈得很投机，季札说：“卫国有很多贤能的君子，不会有什么祸患。”。
公子朝與衛靈公的嫡母、衛襄公夫人宣姜有染，害怕事情败露，所以想要作乱作亂。前522年（鲁昭公二十年、卫灵公十三年），公子朝联合齐豹、北宮喜、褚師圃作亂，把靈公趕出衞國。卫灵公灭齊氏，八月辛亥，公子朝、褚師圃、子王霄、子高魴出奔晋国。。次年，公子朝又回到卫国。十一月初四日，公子朝率领卫国军队会合晋国荀吴、齐国苑何忌、曹国翰胡救援宋国，平定华氏之乱。
梁玉绳的《史记志疑》认为鲁襄公年间的公子朝和鲁昭公年间的公子朝是两个人，而且鲁襄公年间的公子朝是公孙朝之误。